# Voies fermentaires des entérobactéries
 (février 2016).
Si vous disposez d'ouvrages ou d'articles de référence ou si vous connaissez des sites web de qualité traitant du thème abordé ici, merci de compléter l'article en donnant les références utiles à sa vérifiabilité et en les liant à la section « Notes et références ».
Après la glycolyse, le devenir d'une molécule de pyruvate (acide oxypropanoïque) en anaérobiose conduit à des catabolites différents.

## Voie des acides mixtes
Elle conduit à la formation de nombreux acides organiques.
Ces acides organiques sont mis en évidence par le pH du milieu : Test du rouge de méthyle.

## Voie du butane-2,3-diol
Conduit principalement à la formation de butane-2,3-diol selon l'équation simplifiée :
{\displaystyle {\begin{matrix}H_{3}C-CO-COOH&\rightarrow \rightarrow \rightarrow &H_{3}C-CHOH-CO-CH_{3}&\rightarrow \rightarrow \rightarrow &H_{3}C-CHOH-CHOH-CH_{2}\\Pyruvate&&3-hydroxybutanone&&butan-2,3-diol\end{matrix}}}
Le butane-2,3-diol ne peut pas être mis en évidence facilement, par contre, la 3-hydroxybutanone (acétoïne) peut être mise en évidence par la réaction de Voges-Proskauer.